# Observatoire astronomique d'Uppsala
L'observatoire astronomique d'Uppsala est un observatoire astronomique situé au sud de la ville d'Uppsala en Suède. Il fut fondé en 1730, bien que la chaire d'astronomie à l'université d'Uppsala existe depuis 1593 et que les archives de l'université conservent des notes de cours datant des années 1480.

## Histoire
Au XVIIIe siècle, Anders Celsius a amélioré ses recherches et construisit ainsi son propre premier observatoire en 1741. Celsius a réussi à convaincre le Consistoire (catholicisme) de l'université d'acheter une large maison en pierre médiévale au centre d'Uppsala, sur le toit de laquelle il avait construit un observatoire. Celsius travaillait et vivait en même temps dans cette maison. Cet observatoire est resté en activité jusqu'à la construction du nouvel observatoire en 1853. Maintenant il est connu sous le nom de "vieil observatoire". La maison de Celsius est toujours connue pour être une des quelques vieilles bâtisses qui existent encore sur la rue commerçante, mais l'observatoire sur le toit a été démoli en 1857.
Au XIXe siècle Anders Jonas Ångström était le gardien de l'observatoire et effectua des expériences en astronomie, physique et optique. Son fils, Knut Ångström, a aussi effectué des recherches sur les radiations solaires à l'observatoire.
En 2000 l'observatoire a fusionné avec l'institut de physique spatiale pour créer le département d'astronomie et physique spatiale et a été déplacé au Laboratoire d'Ångström. En 2008, une autre fusion a entrainé des modifications dans le département de physique et d'astronomie. 
En plus des installations à Uppsala, l'observatoire maintient un autre observatoire, l'Observatoire de Kvistaberg en Suède, et la Station du sud d'Uppsala à l'Observatoire de Siding Spring en Australie.
Les recherches à l'observatoire depuis des années incluent les paradoxes stellaires, statistiques stellaires, la structure galactique, les galaxies externes, les atmosphères stellaires et les recherches sur le système solaire.

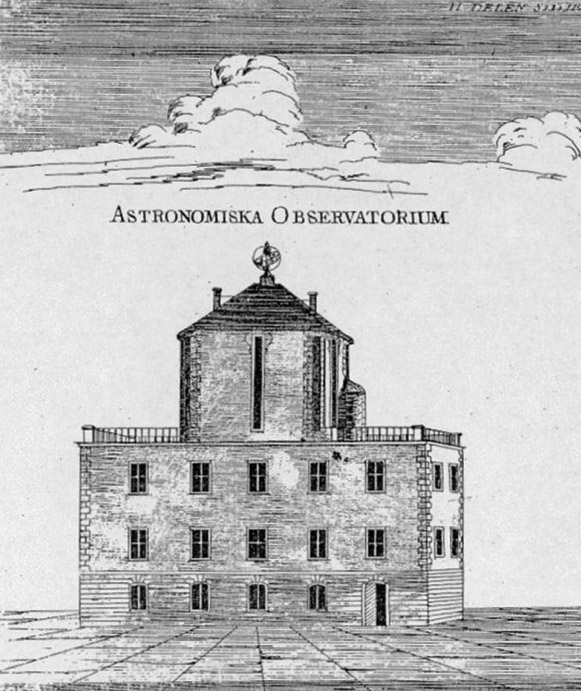
La maison de Anders Celsius avec son observatoire, tiré d'une gravure contemporaine
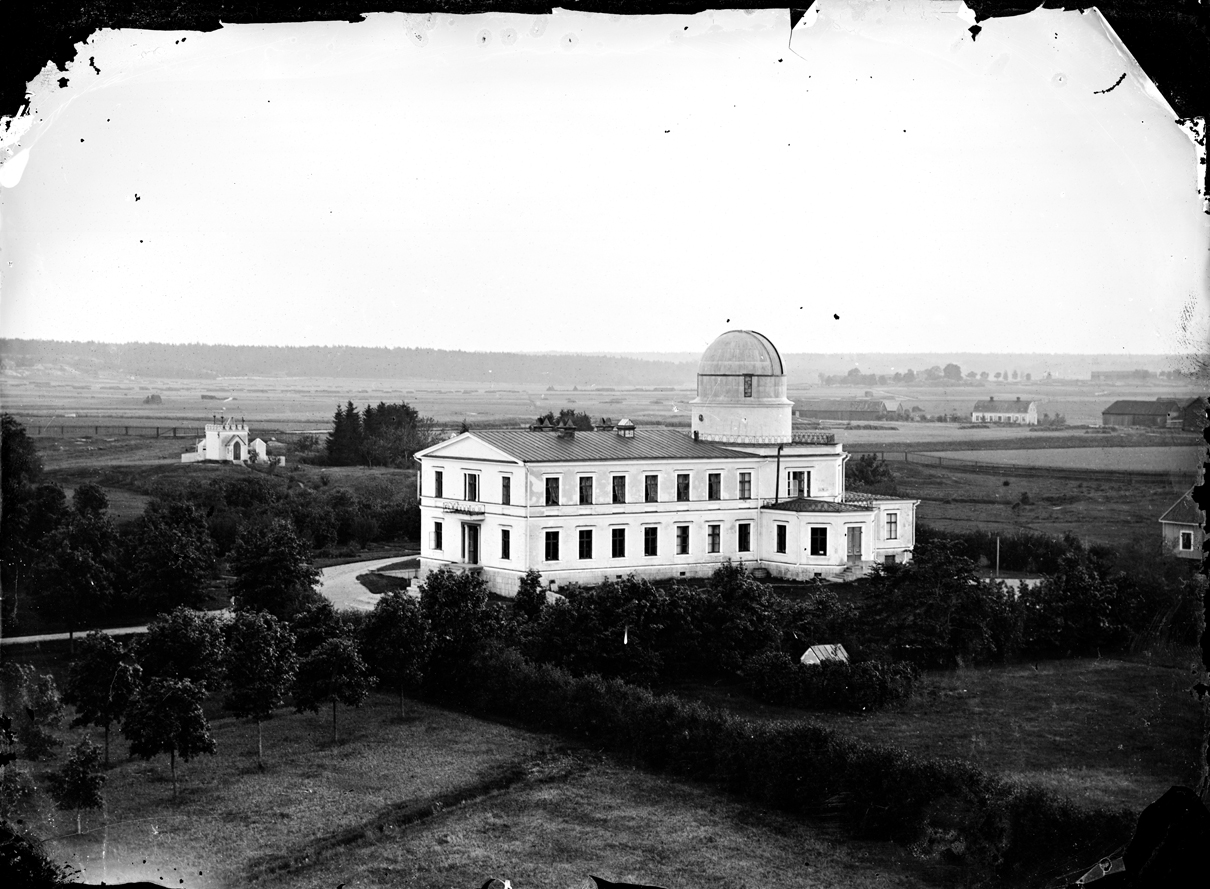
L'observatoire dans les années 1880
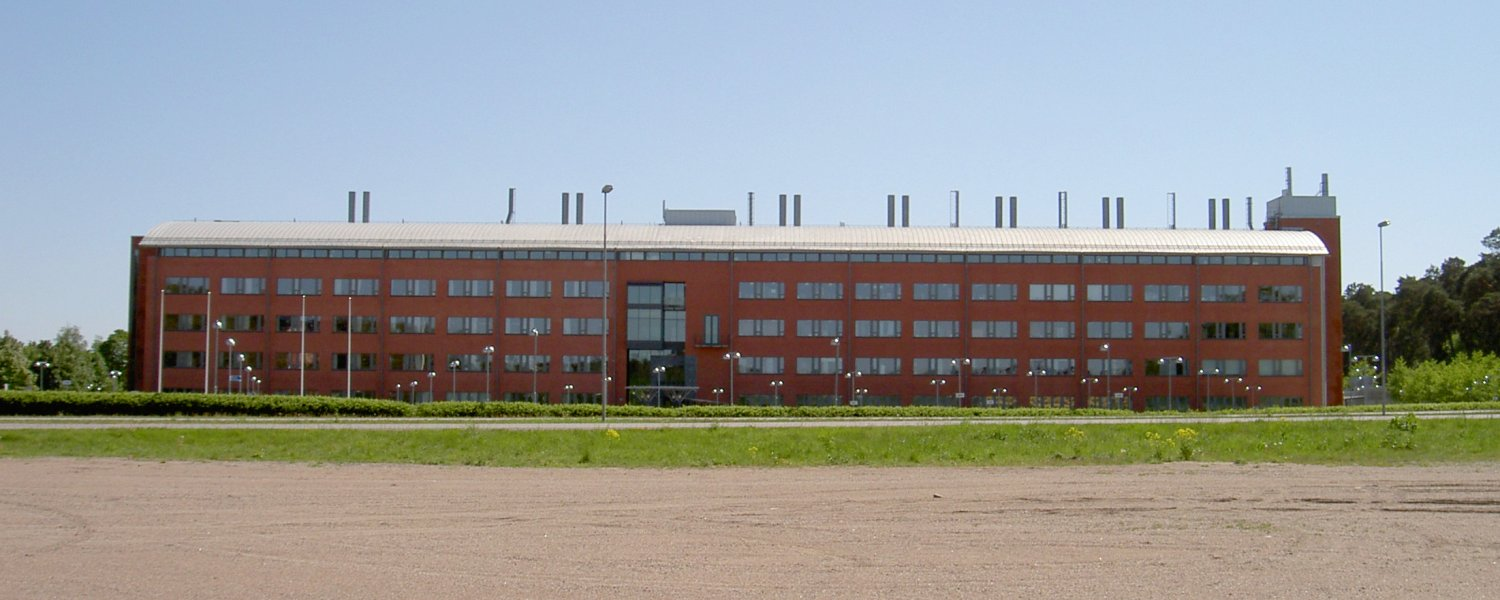
L'Ångströmlaboratoriet (laboratoire Ångström) fait partie de l'Université d'Uppsala (2007)
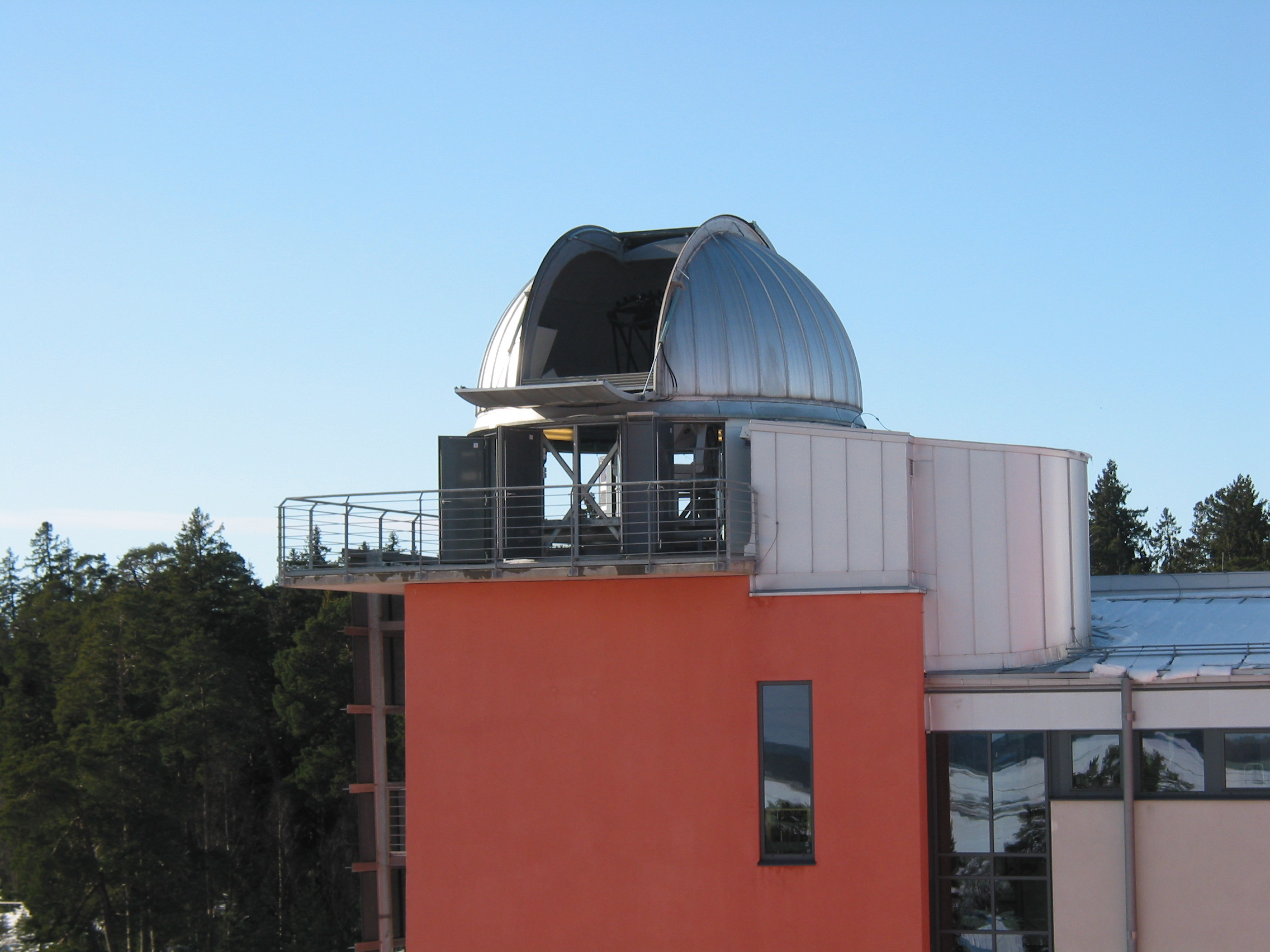
Le téléscope Westerlund sur le toit du laboratoire Ångström, en 2017